# Viorica Dăncilă
Vasilica Viorica Dăncilă (sinh ngày 16 tháng 12 năm 1963) là một chính trị gia Rumani, lãnh đạo Đảng Dân chủ Xã hội, và Thủ tướng của Romania kể từ ngày 29 tháng 1 năm 2018. Cô là người phụ nữ đầu tiên trong lịch sử Rumani nắm giữ chức vụ Thủ tướng. Năm 2014, cô được bầu làm thành viên của Nghị viện châu Âu cho nhiệm kỳ thứ hai từ PSD. Viorica Dăncilă cũng là chủ tịch của Tổ chức Phụ nữ Dân chủ Xã hội (OFSD) từ năm 2015 đến 2018.
Viorica Dăncilă trở thành thành viên của Đảng Dân chủ Xã hội năm 1996, là một phần của tổ chức PSD của Quận Teleorman. Trong những năm qua, cô đã giữ một số vị trí trong cả PSD và chính quyền địa phương. Viorica Dăncilă là một hội đồng địa phương và một ủy viên hội đồng quận cho đến năm 2009, khi cô được bầu MEP cho nhiệm kỳ đầu tiên. Ngoài ra, Viorica Dăncilă chiếm một số vị trí lãnh đạo trong đảng, với tư cách là chủ tịch của tổ chức địa phương, phó chủ tịch của PSD Teleorman và chủ tịch của OFSD Teleorman.
Trước khi tham gia chính trường, cô là kỹ sư của Petrom SA và trước đó là giáo viên tại trường trung học công nghiệp Videle.
Kế hoạch của Dăncilă cho một nội các mới đã được phê duyệt vào ngày 26 tháng 1 năm 2018.

## Tiểu sử
Viorica Dăncilă sinh ngày 16 tháng 12 năm 1963 tại Roșiorii de Vede, Quận Teleorman. Năm 1988, cô tốt nghiệp Khoa Khoan giếng và Khai thác Trầm tích hydrocarbon của Viện Dầu khí và Khí đốt ở Ploiești. Vào năm 2006, Dăncilă đã có được bằng thạc sĩ về Không gian công cộng châu Âu tại Trường Nghiên cứu Chính trị và Hành chính Quốc gia ở Buchares.